# Операция „Активни усилия“
Операция „Активни усилия“ (на английски: Operation Active Endeavour) е операция на НАТО, чиято цел е да организира морските операции в Средиземно море, активно да позказва присъствие на силите на НАТО и тяхното единство. Операцията Active Endeavour е една от мерките в резултат на решение на страните членки в НАТО за изпъленение на клауза 5 от Washington Treaty, разширявайки действията при борба с тероризма.

## История
Операцията започва на 4 октомври 2001 г. като един от осемте отговора на НАТО на атентатите от 11 септември, въпреки че официално започва едва на 16 октомври. Военноморските активи на Постоянните военноморски сили на Средиземноморието, които участват в учението Destined Glory 2001 край южното крайбрежие на Испания, са преназначени с цел незабавно военно присъствие на НАТО в Източното Средиземноморие. Преди нейното прекратяване операцията се провежда от редица военни активи на НАТО, включително Постоянната морска група на НАТО 1 (SNMG1) и Постоянна морска група на НАТО 2 (SNMG2).
На 4 февруари 2003 г. Северноатлантическият съвет (NAC) решава да разшири операция „Активни усилия“, за да включи ескортиране на невоенни кораби, които пътуват през Гибралтарския проток, за да поддържат сигурността в района и да осигурят безопасен транзит на определени съюзнически кораби.
На 29 април 2003 г. Task Force Endeavour започва бордни операции след решение на NAC за повишаване на ефективността на настоящата морска операция срещу предполагаеми терористични дейности в Средиземно море. Качването на борда е проведено в съответствие с нормите на международното право и е от съобразен характер. Към 1 юни 2010 г. качени над 160 кораба.
Няколко подводници от класа на кралския норвежки флот са разположени в Средиземно море в подкрепа на операцията на НАТО, където способностите им за събиране на разузнавателна информация надминават очакванията. Оперативната им готовност се оказва най-високата от всички кораби, участващи в операцията.
От самото си създаване корабите в операцията са наблюдавали над 100 000 плавателни съда (към юни 2010 г.) и са извършили доброволни качвания на над 100. Те също са ескортирали над 480 кораба през Гибралтарския проток до 2004 г., когато ескортирането е спряно.
Операцията е прекратена постепенно на 9 октомври 2016 г. и е заменена от операция „Морски пазител“, която не е свързана с прилагането на колективна отбрана („извън член 5“).